# 92

## Починали
- Бан Гу, китайски историк